# 中国猜想
在数论中，中国猜想是一个被证伪的猜想，即一个整数n是素数，当且仅当{\displaystyle 2^{n}-2}能被n整除——换句话说，整数n是素数当且仅当{\displaystyle 2^{n}\equiv 2{\pmod {n}}} 。如果n是素数，那么{\displaystyle 2^{n}\equiv 2{\pmod {n}}}成立 （这是费马小定理的一个特例），然而费马小定理的逆命题是错误的，因此整个猜想也是错误的。最小的反例是n=341=11×31。使{\displaystyle 2^{n}-2}能被n整除的合数n称为Poulet数。它们是一类特殊的费马伪素数。

## 历史
尽管中国猜想常被认为起源于古代中国，但实际上最早提出这个猜想的是李善兰。但他后来得知这个猜想不正确，便将其从自己的著作中删除，然而仍有人以将这个错误命题归在他名下，更有甚者，1898年Jeans的著作中竟误将此猜想提早到春秋时代，以至于中国猜想被赋予了神话般的背景。